# Давидов Володимир Васильович
Давидов Володимир Васильович (27 січня 1947 , Лисичанськ ) — український політик. Колишній народний депутат України.

## Життєпис
Народився 27 жовтня у 1947 році в місті Лисичанську, Луганська область.

### Освіта
Харківський політехнічний інститут (1976), інженер-технолог, «Хімічна технологія скла».

### Кар'єра
- 1966 — робітник склозаводу «Пролетарій», місто Лисичанськ.
- 1966—1968 — служба в армії.
- 1968—1969 — учень слюсаря склозаводу «Пролетарій».
- 1969—1976 — слухач підготовчого відділу, студент Харківського політехнічного інституту.
- З 1976 — стажист начальник зміни, інженер, технолог, старший технолог, в.о. заступника начальника цеху, старший інженер, головний технолог, директор склозаводу «Пролетарій».

- Академік Академії будівництва України.
- Був головою Луганської обласної організації ВО «Батьківщина».

## Політична діяльність
Народний депутат України 3-го скликання, виборчий округ № 108, Луганська область. На час виборів: директор Лисичанського скляного заводу «Пролетарій».
Член фракції «Громада» (05.1998-03.1999), член фракції «Батьківщина» (з 03.1999).
Член Комітету з питань промислової політики (07.1998-03.2000), член Комітету з питань бюджету (з 03.2000).
04.2002 — кандидат в народні депутати України, виборчий округ № 109, Луганська область, самовисуванець. За 10.62 %, 3 з 11 претендентів. На час виборів: народний депутат України, член Всеукраїнського об'єднання «Батьківщина».